# Pozuel de Ariza
Pozuel de Ariza es un municipio y localidad española de la provincia de Zaragoza, en la comunidad autónoma de Aragón. El término municipal tiene una población de 24 habitantes (INE 2024).

## Geografía
Está situado a 6 km de la salida 185 de la Nacional II, a 191 km de Madrid y 136 km de Zaragoza. Eclesiásticamente está incluido en el arciprestazgo del Alto Jalón.

## Historia
Durante la Edad Media, Pozuel era el último pueblo del Reino de Aragón antes de llegar al Reino de Castilla. El fortificado pueblo de Monteagudo de las Vicarías, que dista solo 1 km, pertenecía ya al Reino de Castilla.
A mediados del siglo XIX, el lugar tenía contabilizada una población de 90 habitantes. La localidad aparece descrita en el decimotercer volumen del Diccionario geográfico-estadístico-histórico de España y sus posesiones de Ultramar de Pascual Madoz de la siguiente manera:

POZUEL DE ARIZA: l. con ayunt. en la prov. y aud. terr. de Zaragoza (24 leg.), part. jud. de Ateca (7), c. g. de Aragon y dió. de Sigüenza (10). sit. en una llanura á la izq. del r. Nagima: le baten los vientos del N. E. y O. su clima es templado y afecto á las tercianas. Tiene 53 casas, la del ayunt. y cárcel; escuela de niños, á la que concurren 15, dotada con 400 rs.; igl. parr. (La Asuncion) de entrada, servida por un cura de provision real y ordinaria, segun el mes de la vacante; 3 ermitas (Ntra. Sra. de la Torre, San Pascual y San Gregorio) sit. á 1/2 leg. de la pobl., y 1 cementerio inmediato á la igl. Confina el térm. por N. con Monteagudo y Bordalva; E. Ariza; S. Monreal y O. Monteagudo: su estension es de 3/4 leg. de N. á S. y 1/4 de E. á O. El terreno es llano, de buena calidad; participa de secano y regadío, que fertiliza el r. Nagima que pasa á 400 pasos del pueblo, de cuyas aguas y de las de una fuente que hay inmediata se surten los vec. para sus usos. caminos: los que se dirigen á Calatayud por Ariza y á Almazan por Monteagudo en regular estado. El correo se recibe de Ariza por baligero dos veces a la semana. prod.: trigo, cebada, avena, judías y algo de vino; mantiene ganado lanar y hay caza da conejos, liebres y perdices. ind.: la agrícola. pobl.: 19 vecinos, 90 alm.: cap. prod. 780,000 rs. imp.: 38,100: contr. 8,910.
(Madoz, 1849, p. 194)

En 1895 se abrió al tráfico la línea Valladolid-Ariza, que permitió la conexión de la comarca con el resto de la red ferroviaria española. En el cercano municipio de Monteagudo de las Vicarías se levantó una estación de ferrocarril que también prestaba servicio a la localidad de Pozuel de Ariza. La línea fue cerrada al tráfico de pasajeros en enero de 1985 por ser considerada deficitaria.

## Demografía
Pozuel de Ariza cuenta con una población de 24 habitantes (INE 2024).
| Gráfica de evolución demográfica de Pozuel de Ariza entre 1842 y 2021                                               |
| |
| Población de derecho según los censos de población del INE Población de hecho según los censos de población del INE |

## Administración y política
| Período   | Alcalde                            | Partido |  |
| --------- | ---------------------------------- | ------- |  |
| 1979-1983 | Ernesto Vela Blanco                | Ind.    |  |
| 1983-1987 |                                    |         |  |
| 1987-1991 |                                    |         |  |
| 1991-1995 |                                    |         |  |
| 1995-1999 |                                    |         |  |
| 1999-2003 |                                    |         |  |
| 2003-2007 |                                    |         |  |
| 2007-2011 |                                    |         |  |
| 2011-2015 | Luis Ángel Millán Herrer           |         |  |
| 2015-2019 | María Encarnación Bermúdez Granada | IU      |  |
| 2019-2023 | María Encarnación Bermúdez Granada | IU      |  |
| 2023-     | María Encarnación Bermúdez Granada | IU      |  |

| Partido político    | Partido político               | 2003   | 2007   | 2011   | 2015   | 2019   | 2023   |
| Partido político    | Partido político               | Ediles | Ediles | Ediles | Ediles | Ediles | Ediles |
|                     | Izquierda Unida (IU)           | —      | —      | —      | 1      | 1      | 1      |
|                     | Partido Aragonés (PAR)         | —      | 1      | 1      | —      | —      | —      |
|                     | Partido Popular de Aragón (PP) | 1      | —      | —      | —      | —      | —      |
| Total de concejales | Total de concejales            | 1      | 1      | 1      | 1      | 1      | 1      |

## Cultura

### Patrimonio

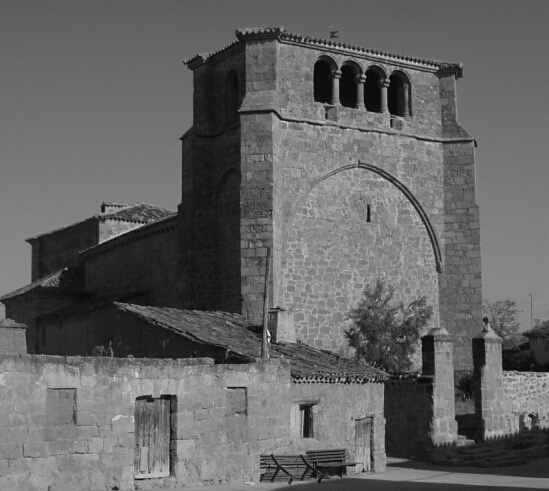
Iglesia parroquial de Nuestra Señora de la Asunción

- Iglesia de la Asunción,[3] encuadrada dentro del arciprestazgo del Alto Jalón, dentro de la diócesis de Tarazona.
- Ermita de Nuestra Señora de la Torre.[3]
- Ermita de San Pascual.[3]

### Fiestas
Las fiestas mayores en honor de san Roque se celebran el 16 de agosto. 